# Kyocera
Kyocera Corporation (jap. 京セラ株式会社 Kyōsera Kabushiki-gaisha) – japońskie przedsiębiorstwo elektroniczne założone w 1959 roku przez Kazuo Inamoriego jako Kyoto Ceramics. Główna siedziba firmy mieści się w Kioto.
Producent sprzętu komputerowego, fotograficznego, elektronicznego i drukarek. 
Produkty tej firmy są sprzedawane pod markami Kyocera, a także „TA Triumph-Adler” i „UTAX” w Europie i na Bliskim Wschodzie oraz „Copystar” w Stanach Zjednoczonych (sprzęt do druku i małej poligrafii), Contax i Yashica (sprzęt fotograficzny).